# 2006
2006 (MMVI) a fost un an obișnuit al calendarului gregorian, care a început într-o zi de duminică. A fost al 2006-lea an d.Hr., al 6-lea an din mileniul al III-lea și din secolul al XXI-lea, precum și al 7-lea an din deceniul 2000-2009. A fost desemnat:
- Anul internațional al deșerturilor și al deșertificării.
- Anul Rembrandt, celebrând cea de-a 400-a aniversare a nașterii lui Rembrandt Harmenszoon van Rijn, marele pictor olandez al secolului XVII.
- Anul Mozart, celebrând a 250-a aniversare a nașterii compozitorului austriac Johann Chrysostom Wolfgang Amadeus Mozart.
- Anul Benjamin Franklin, celebrând a 300-a aniversare a nașterii lui Benjamin Franklin, politician, om de știință american.
- Anul Henrik Ibsen, comemorând 100 de ani de la moartea dramaturgului norvegian Henrik Ibsen.
- Anul Tesla, celebrând a 150-a aniversare a nașterii binecunoscutului electrotehnician Nikola Tesla.
- Anul ignațian, comemorând 450 de ani de la decesul lui Ignațiu de Loyola și a 500-a aniversare a nașterii lui Francisc Xaveriu, ambii sfinți ai Bisericii Catolice.
- Anul Decebal în România, comemorând 1.900 de ani de la sfârșitul tragic al regelui dac, Decebal.
- Anul internațional Asperger, marcând a 100-a aniversare a nașterii dr. Hans Asperger, descoperitorul sindromului Asperger.
- Anul orașului Patras (Grecia) numită Capitală Europeană a Culturii.
- Anul câinelui în astrologia chineză.

## Evenimente

### Ianuarie

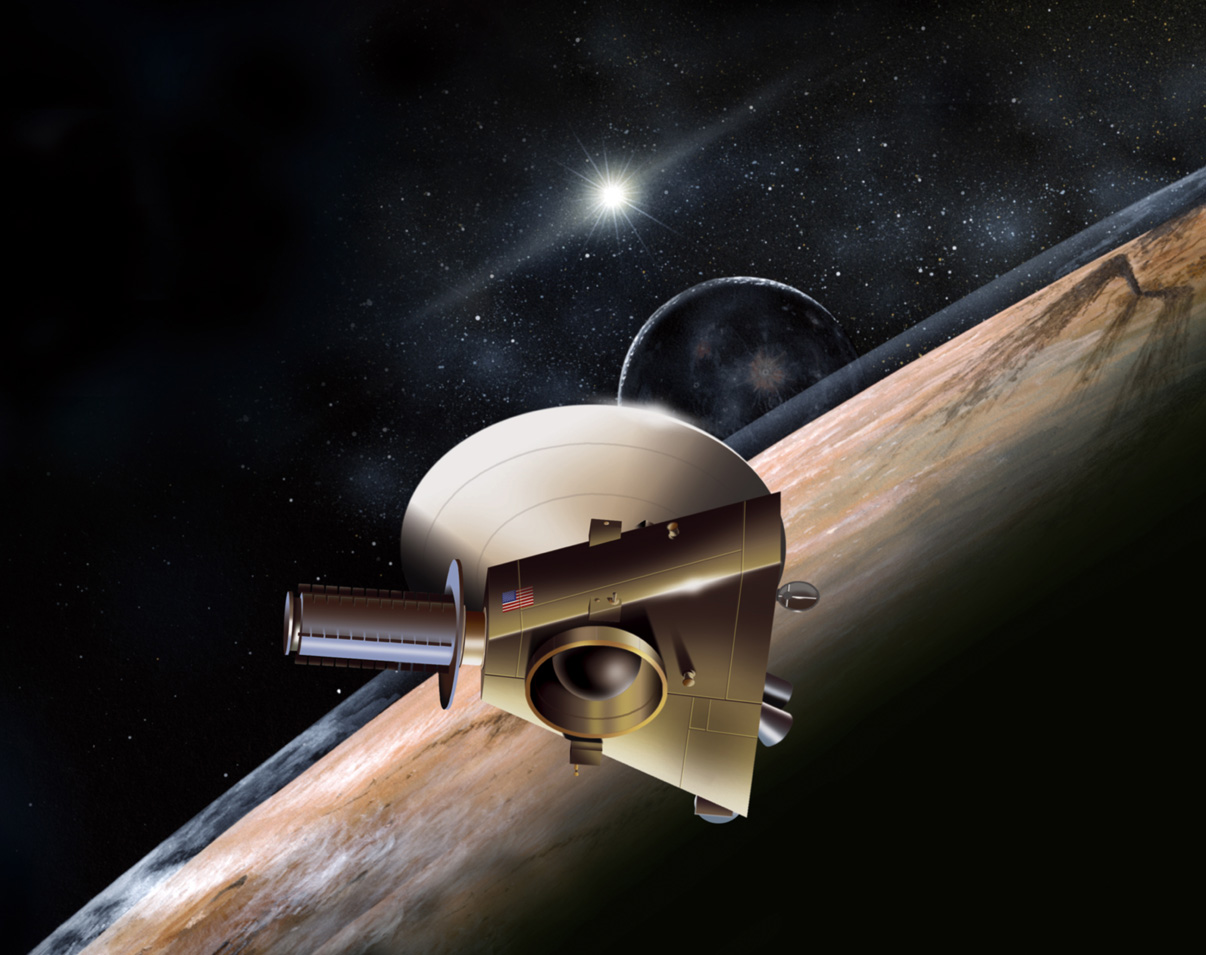
NASA lansează New Horizons

- 1 ianuarie: Spania interzice fumatul în locurile publice.
- 4 ianuarie: Ariel Sharon, premierul Israelului a suferit un masiv atac cerebral, urmat de hemoragii puternice. Operat de trei ori, premierul a fost plasat de medici în comă profundă, pentru a-i proteja creierul de leziuni.
- 9 ianuarie: Un elicopter Eurocopter EC-135 aparținând SMURD, s-a prăbușit în apropierea aeroportului din Iași; patru persoane și-au pierdut viața.
- 12 ianuarie: Militantul ultranaționalist Mehmet Ali Ağca, care a încercat în 1981 să-l ucidă pe Papa Ioan Paul al II-lea, a fost eliberat din închisoarea Kartal din Istanbul, după aproape 25 de ani de detenție petrecuți în Italia și Turcia.
- 14 ianuarie: O explozie cauzată de acumularea de gaze a ucis șapte oameni la mina din Anina.
- 15 ianuarie: La Biblioteca Academiei Române au fost prezentate următoarele cinci volume ale ediției facsimilate a manuscriselor lui Mihai Eminescu; primul volum a fost lansat pe 15 ianuarie 2005.
- 15 ianuarie: Sonda spațială americană Stardust, care are la bord particule de praf ale cometei Wild2, se întoarce pe Terra.
- 15 ianuarie: Socialista Michelle Bachelet este aleasă prima femeie președinte a statului Chile.
- 19 ianuarie: NASA lansează prima sondă spațială către planeta pitică Pluto. Sonda, numită New Horizons va călători inițial cu 57.000 km/h, dar după ce va folosi gravitația lui Jupiter va zbura cu 75.000 km/h și va ajunge la Pluto în iulie 2015.
- 20 ianuarie: Mehmet Ali Ağca a fost închis din nou, în urma deciziei luate de Curtea Supremă de Justiție din Turcia.
- 25 ianuarie: Vatican: Papa Benedict al XVI-lea publică prima sa enciclică, intitulată Deus Caritas Est.
- 25 ianuarie: Gruparea Hamas câștigă alegerile legislative din Statul Palestina, obținând 76 din 132 de locuri legislative.
- 28 ianuarie: Un acoperiș al unui complex expozițional din orașul Chorzow, Polonia, s-a prăbușit, omorând 66 de oameni.

### Februarie

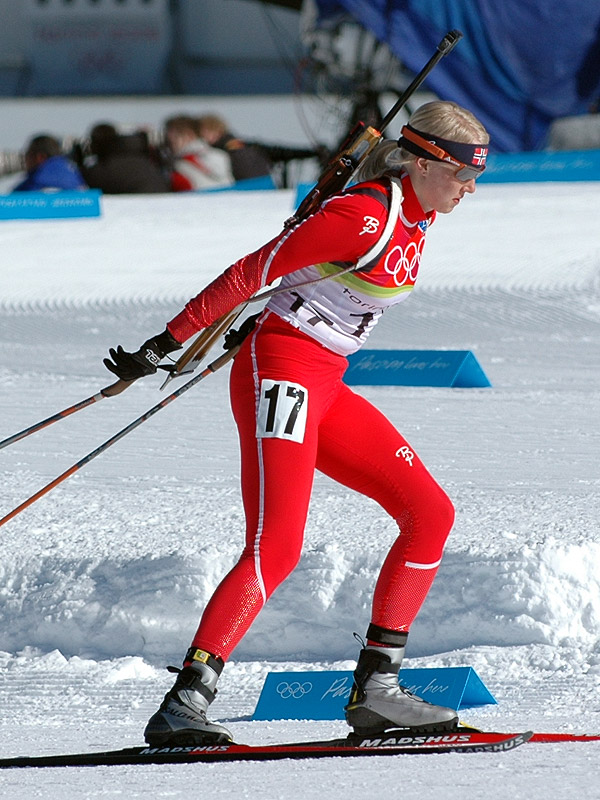
Jocurile Olimpice de Iarnă de la Torino

- 3 februarie: Feribotul egiptean Al Salam Boccaccio 98 s-a scufundat în Marea Roșie în drumul de la Dubai, Arabia Saudită, la Safaga, în sudul Egiptului. Nava transporta 1.312 pasageri și 96 membri ai echipajului la momentul dezastrului. Doar 388 de persoane au supraviețuit.
- 5 februarie: Protestatari libanezi au dat foc consulatului danez din Beirut, pe fondul unui protest musulman cauzat de publicarea unei caricaturi a profetului Muhammad cu un turban asemănător unei bombe, într-un ziar danez din Copenhaga, preluată apoi de mai multe cotidiane europene.
- 10-12 februarie: Cupa Davis: România întâlnește Statele Unite pentru a șasea oară în cadrul acestei competiții mondiale; scor final 4-1 în favoarea SUA.
- 10-26 februarie: Jocurile Olimpice de Iarnă de la Torino.
- 11 februarie: Președintele Italiei Carlo Azeglio Ciampi dizolvă parlamentul, lansând oficial campania pentru alegerile din luna aprilie.
- 17 februarie: În Nigeria, 16 creștini au fost uciși și 15 biserici au fost incendiate în scandalul caricaturilor cu Mahomed.
- 20 februarie: A fost inaugurată Low Racoviță, prima stație românească din Antarctica.
- 22 februarie: Atacul comis împotriva unei moschei șiite din Samarra, Irak și soldat cu 19 morți a cauzat valuri de proteste din partea șiiților.
- 22 februarie: Jefuirea depozitului Securitas din Anglia - cel puțin șase bărbați au răpit și amenințat familia directorului, au sechestrat 14 membri ai personalului și au furat aproximativ 92,5 milioane de dolari în bancnote din Depozitul Coroanei de Gestionare a Lichidităților, din Vale Road, Tonbridge, comitatul Kent.
- 23 februarie: Acoperișul unei piețe din Moscova s-a prăbușit din cauza zăpezii; 56 decedați, 32 răniți.
- 23 februarie: Cutremur cu magnitudinea de 7,5 grade Richter în Mozambic.
- 25 februarie: Scenaristul de origine română Radu Mihăileanu a primit Premiul César pentru cel mai bun scenariu original, atribuit filmului său Va, vis et deviens.
- 25 februarie: Populația lumii a atins cifra de 6,5 miliarde locuitori - estimare efectuată de Biroul de Recensământ a Statelor Unite.
- 26 februarie: Consiliul Suprem al Antichităților din Egipt a anunțat descoperirea unei statui a faraonului Ramses al II-lea. Statuia are aproximativ 5 tone și a fost găsită la nord-est de Cairo.
- 28 februarie: Pentru prima dată în Europa, un animal domestic a fost găsit infectat cu virusul H5N1. Cadavrul pisicii a fost descoperit în insula germană Rügen din Marea Baltică.

### Martie

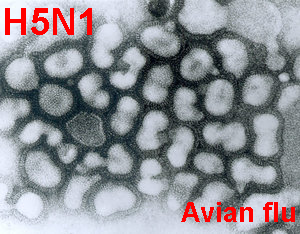
Virusul H5N1

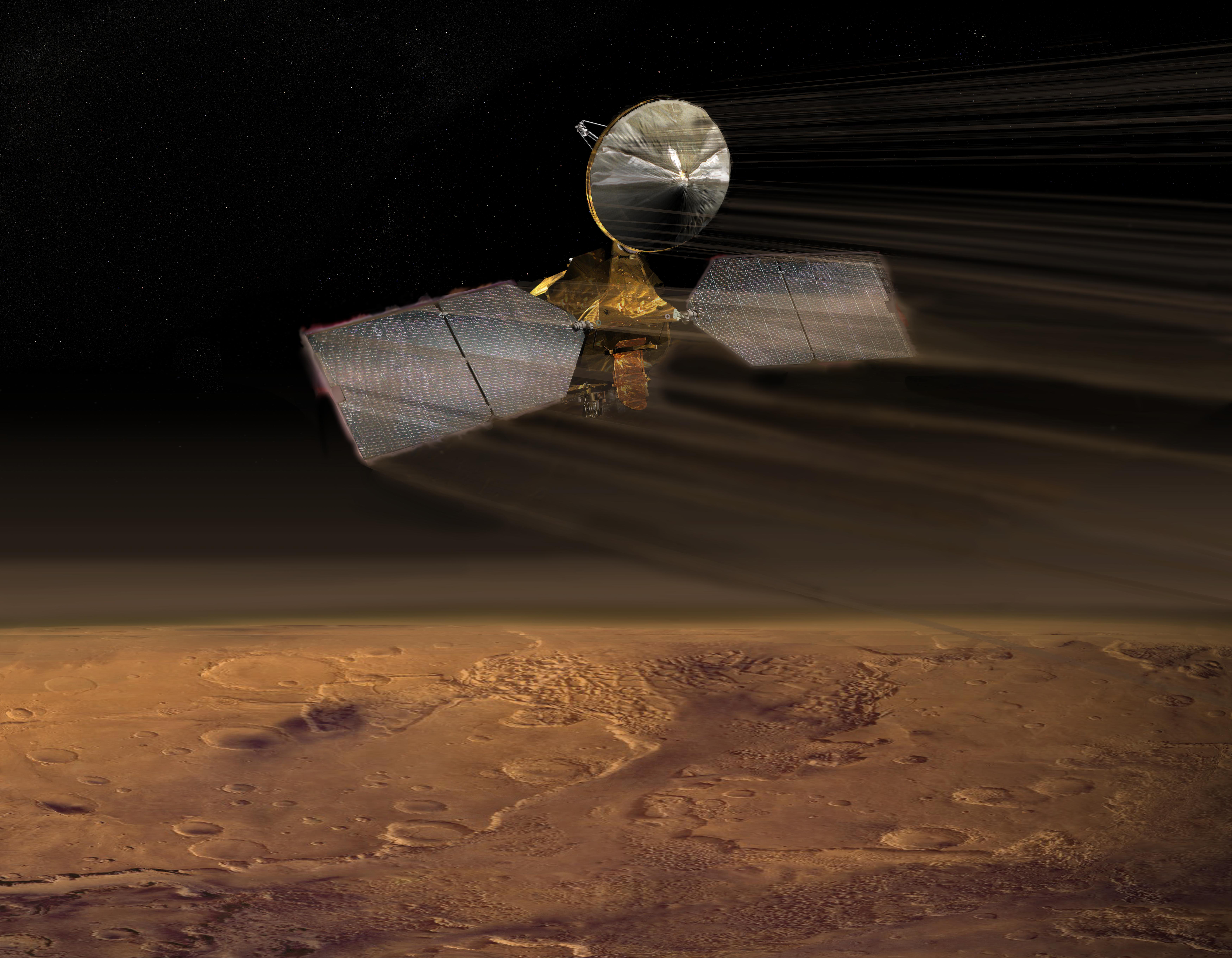
Mars Reconnaissance Orbiter

- 2 martie: Buzăul a devenit prima reședință de județ din România în care s-a confirmat virusul AH5N1.
- 5 martie: Cea de-a 78-a ediție a Premiilor Oscar.
- 8 martie: Târgul Internațional de Turism de la Berlin, la care orașul Sibiu este reprezentat de primarul Sibiului Klaus Iohannis și este promovat în premieră cu programul „Capitală Culturală Europeană 2007".
- 8 martie: Campionatele Mondiale de atletism în sală, la care participă și România (Moscova, 8-10 martie).
- 9 martie: Moare artista Laura Stoica într-un accident rutier.
- 9 martie: La Miercurea Ciuc s-a înregistrat temperatura de -28 grade Celsius, aproape de minima absolută a lunii martie: -29 grade Celsius în 1986.
- 9 martie: La Hanovra, Germania se deschide cea mai mare expoziție din lume de tehnologia informației, CeBIT.
- 10 martie: Mars Reconnaissance Orbiter intră pe orbita planetei Marte.
- 11 martie: Slobodan Milošević, fost președinte al Serbiei este găsit mort în celula sa din închisoarea de la Haga, Olanda.
- 13 martie: Cernavodă este primul oraș din România care intră în carantină totală din cauza gripei aviare.
- 15 martie: Adrian Năstase își anunță demisia din fruntea Camerei Deputaților și din funcția de președinte executiv al PSD după ce 37 din filialele PSD din teritoriu i-au acordat un vot de blam.
- 15 martie: Eclipsă parțială de Lună.
- 15 martie: Deschiderea Jocurilor Commonwealth, ediția 2006, la Melbourne, Australia.
- 16 martie: Papa Benedict al XVI-lea a lansat un apel creștinilor și evreilor să coopereze cu musulmanii "pentru binele omenirii".
- 17 martie: Se deschide Salonul Internațional al Cărții de la Paris; la standul românesc vor fi expuse aproximativ 600 de volume.
- 20 martie: Aleksandr Lukașenko este reales președinte al Belarus cu 82,6% din voturi.
- 20 martie: Echinoxul de primăvară, care marchează începutul primăverii în emisfera nordică și al toamnei în emisfera sudică.
- 20 martie: Deputatul PNL, Bogdan Olteanu este ales în funcția de președinte al Camerei Deputatilor.
- 26 martie: Alegeri legislative în Ucraina.
- 28 martie: Alegeri legislative în Israel.
- 29 martie: Eclipsă totală de soare (Brazilia, Sahara, Turcia, Georgia, Rusia, Kazahstan, Mongolia).

### Aprilie

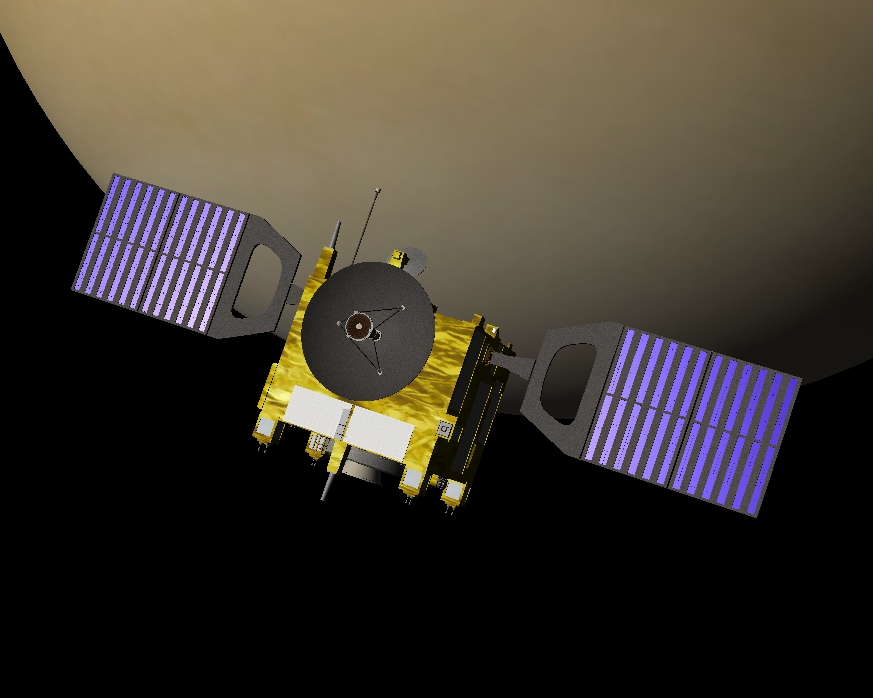
Venus Express

- 4 aprilie: Nivelul Dunării atinge cote record.
- 11 aprilie:  Președintele Mahmoud Ahmadinejad confirmă faptul că Iranul a produs cu succes câteva grame de uraniu îmbogățit cu grad scăzut .
- 11 aprilie: Agenția Spațială Europeană confirmă că sonda Venus Express  a intrat pe orbita planetei Venus.
- 17 aprilie: Atentat sinucigaș produs la Tel Aviv și revendicat de gruparea radicală palestiniană "Jihadul Islamic". Din cele nouă victime, două erau de cetățenie română.
- 20 aprilie: Ionel Haiduc devine noul președinte al Academiei Române, succedându-l pe Eugen Simion.
- 27 aprilie: Un soldat român și trei italieni au fost uciși, în Irak într-o explozie la Nassyria, provocată de un dispozitiv artizanal.

### Mai

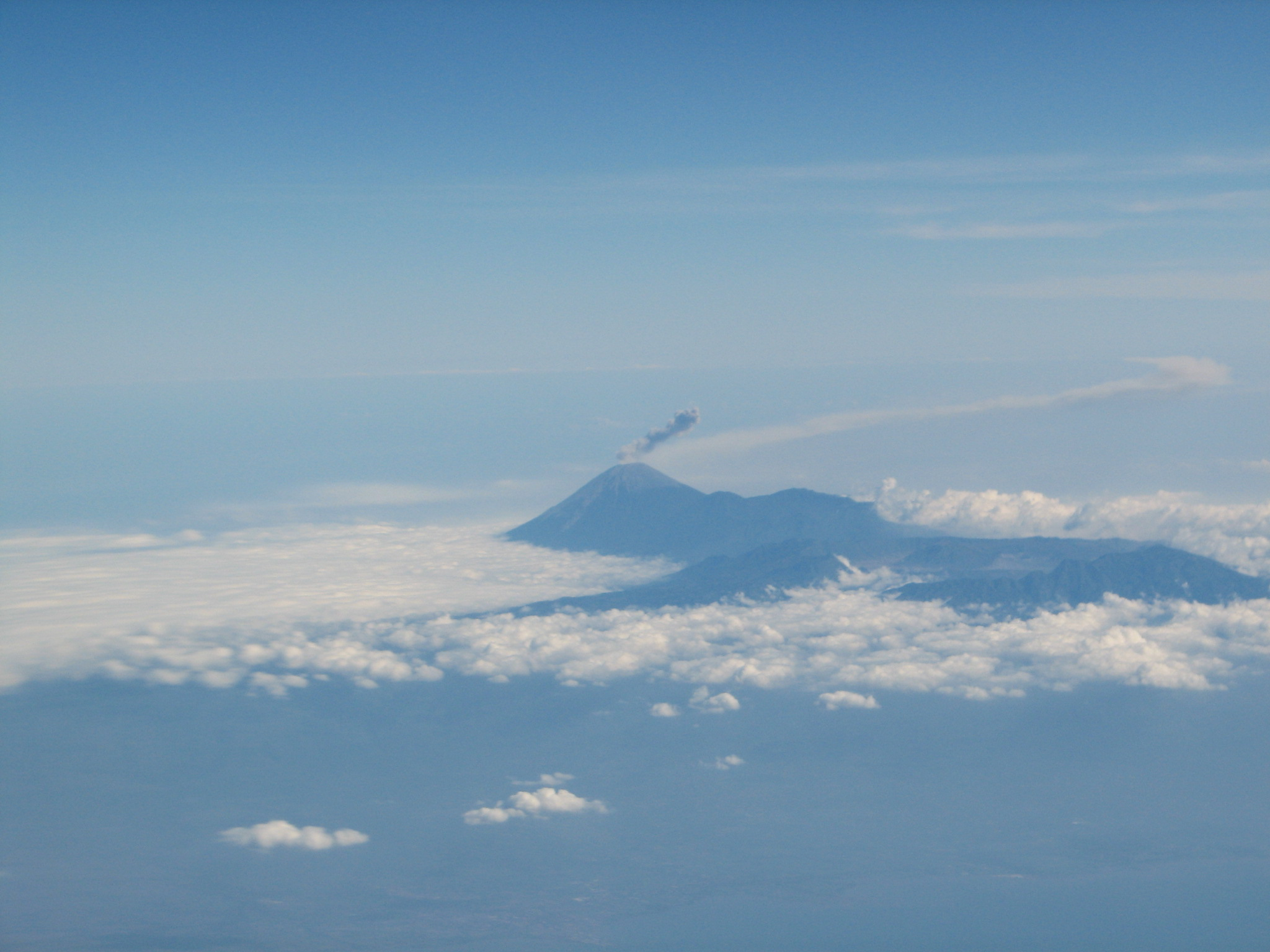
Cutremur pe Insula Java

- 2 mai: Președintele Boliviei, Evo Morales a anunțat naționalizarea sectorului energetic și preluarea de către armată a controlului asupra rezervelor de petrol și gaze naturale ale țării.
- 14 mai: Primul caz al prezenței virusului H5N1 la o fermă de păsări din România.
- 20 mai: Cea de-a 51-a ediție a concursului de muzică Eurovision de la Atena, Grecia, a fost câștigată de Finlanda; România reprezentată de Mihai Trăistariu s-a clasat pe locul patru.
- 27 mai: Cutremur cu magnitudinea de 6,2 grade Richter în insula Java, Indonezia. Peste 6.000 de morți, în jur de 36.000 răniți.

### Iunie

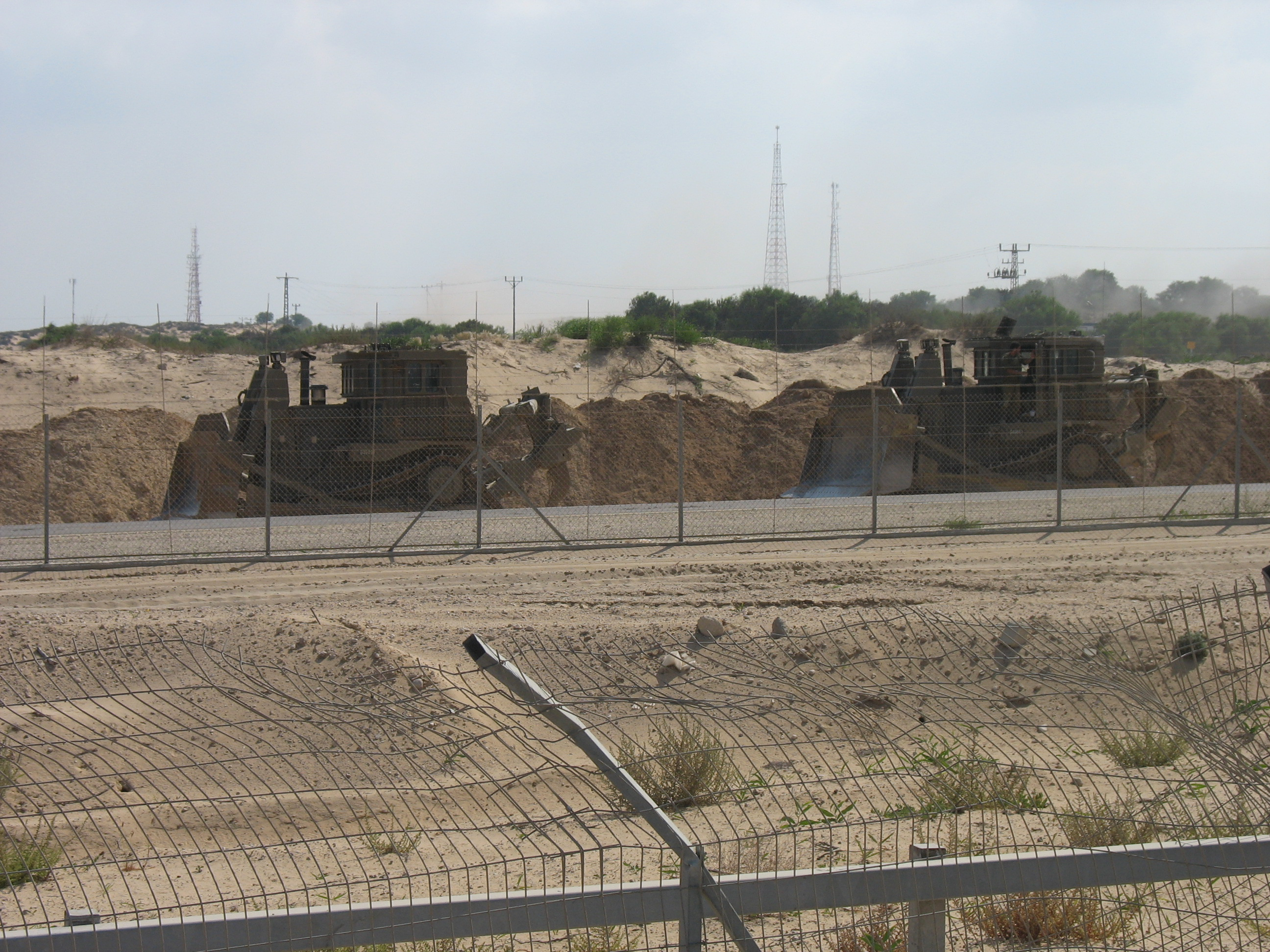
Război în Fasia Gaza

- 3 iunie: Muntenegru redevine stat independent, proclamându-și în mod oficial separarea de uniunea statală Serbia și Muntenegru, în urma referendumului popular desfășurat în 21 mai 2006.
- 5 iunie: Datorită rezultatelor slabe din alegerile municipale, Halldór Ásgrímsson, liderul Partidului Progresiv din Islanda demisionează din funcția de prim-ministru al acestei țări. Geir Haarde îl urmează în funcție.
- 9 iunie: Începe Campionatul Mondial de Fotbal din Germania.

### Iulie

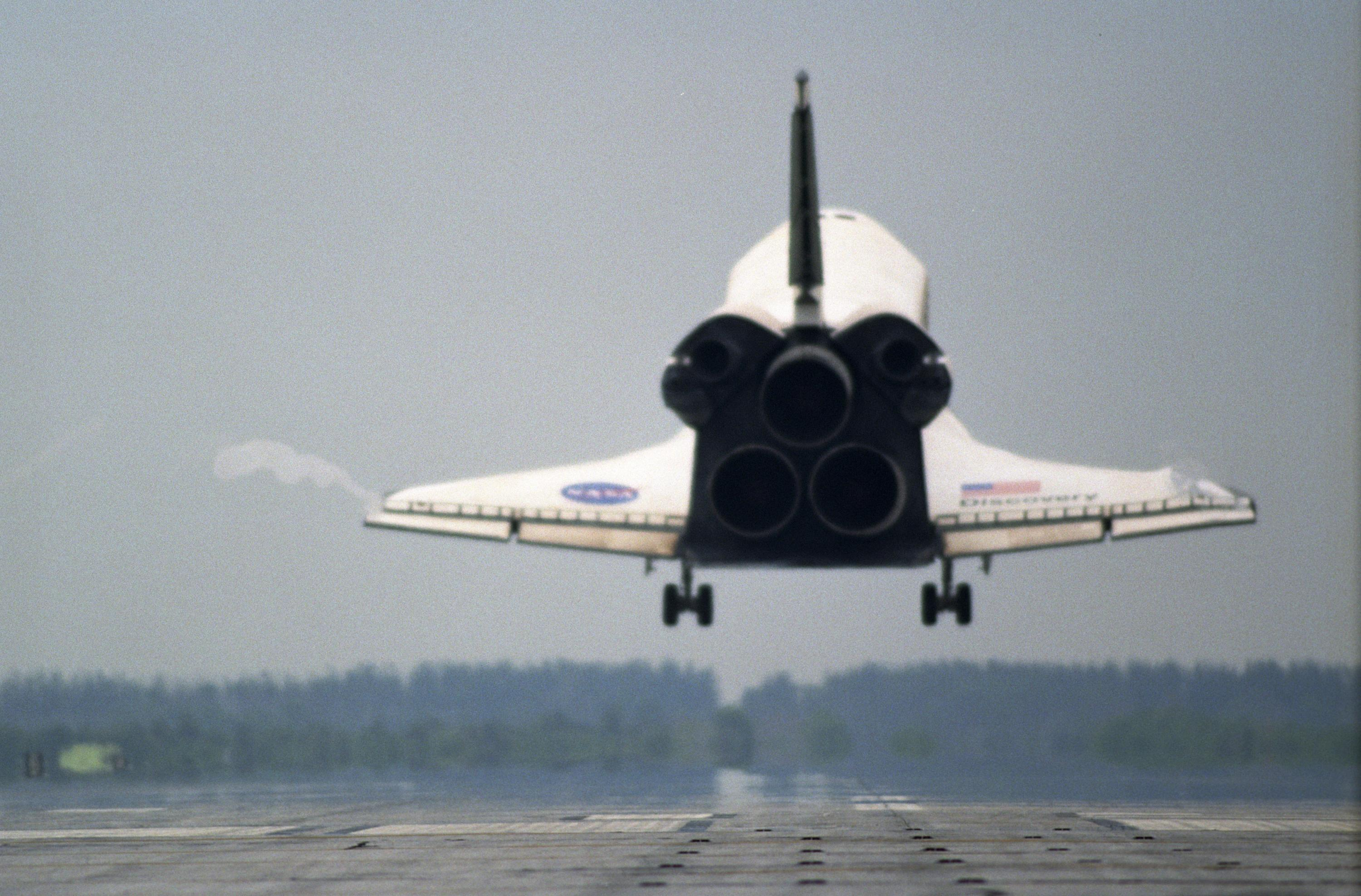
Naveta Discovery

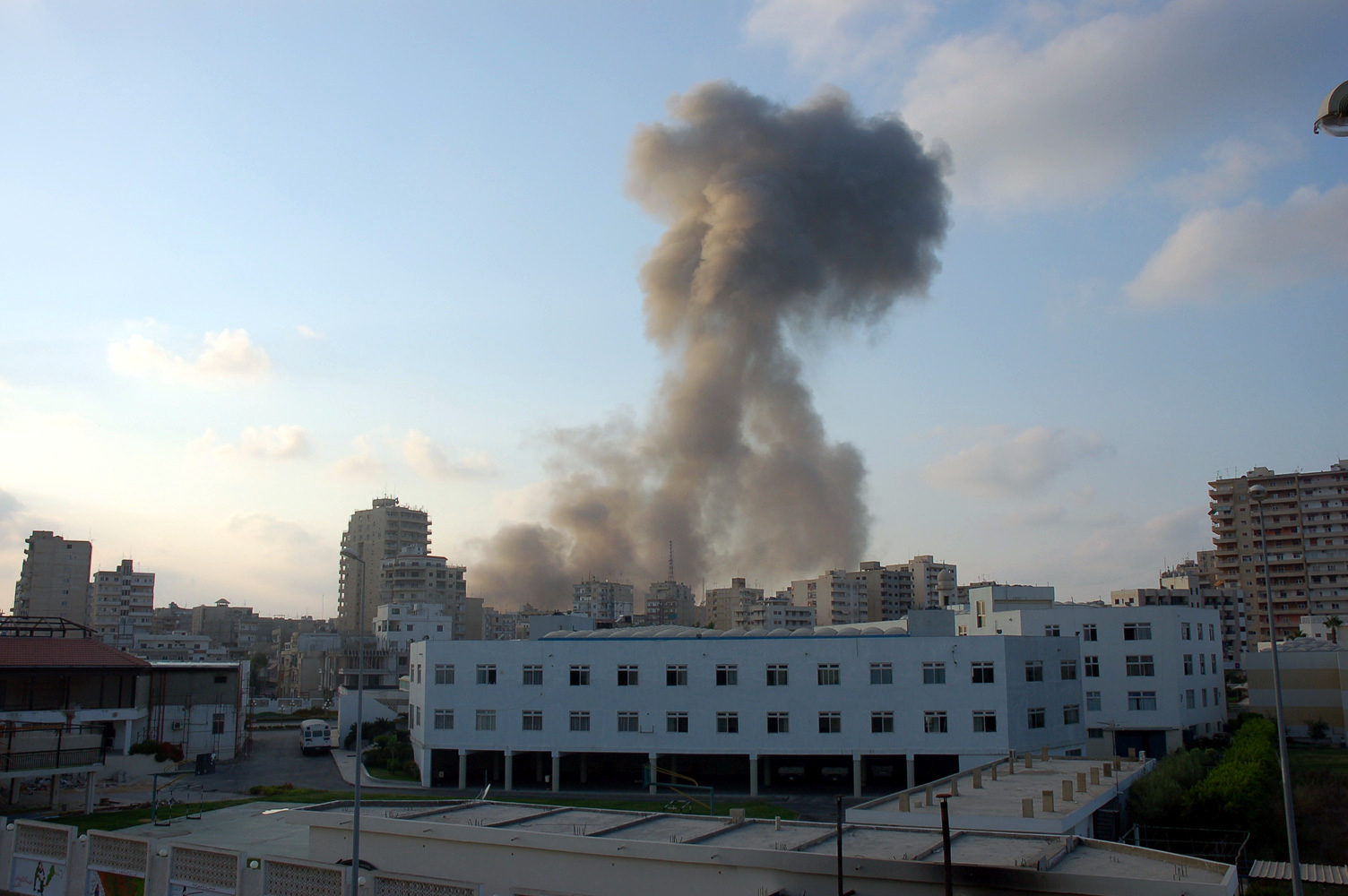
Războiul din Liban

- 4 iulie: NASA a lansat cu succes naveta Discovery.
- 9 iulie: Elvețianul Roger Federer îl învinge pe spaniolul Rafael Nadal și câștigă pentru a patra oară consecutiv finala Turneului de tenis de la Wimbledon.
- 12 iulie: Începutul crizei din Orientul Mijlociu, când Hezbollahul șiit libanez a capturat doi soldați israelieni la frontiera israeliano-libaneză.
- 31 iulie: Fidel Castro, președintele Cubei, predă temporar puterea fratelui său, Raúl, din motive de sănătate.

### August
- 5 august: Analiza mostrei B a confirmat-o pe prima, care arăta un nivel excesiv de testosteron la ciclistul american Floyd Landis, câștigător al Turului Franței 2006.
- 10 august: Marea Britanie: Arestarea a 24 de persoane, în legătură cu un presupus complot de a arunca în aer avioane de pasageri, aflate în zbor pe ruta Marea Britanie - Statele Unite.
- 17 august: Vulcanul Tungurahua din sudul Ecuadorului a erupt, distrugând 20.000 de hectare de teren cultivat. Bilanțul: 5 morți, 13 răniți, 60 dispăruți și peste 3.200 de persoane evacuate.
- 24 august: Uniunea Astronomică Internațională a votat redefinirea termenului de planetă, retrogradând Pluto la statutul de „planetă pitică” și lăsând sistemul solar cu numai opt planete.

### Septembrie

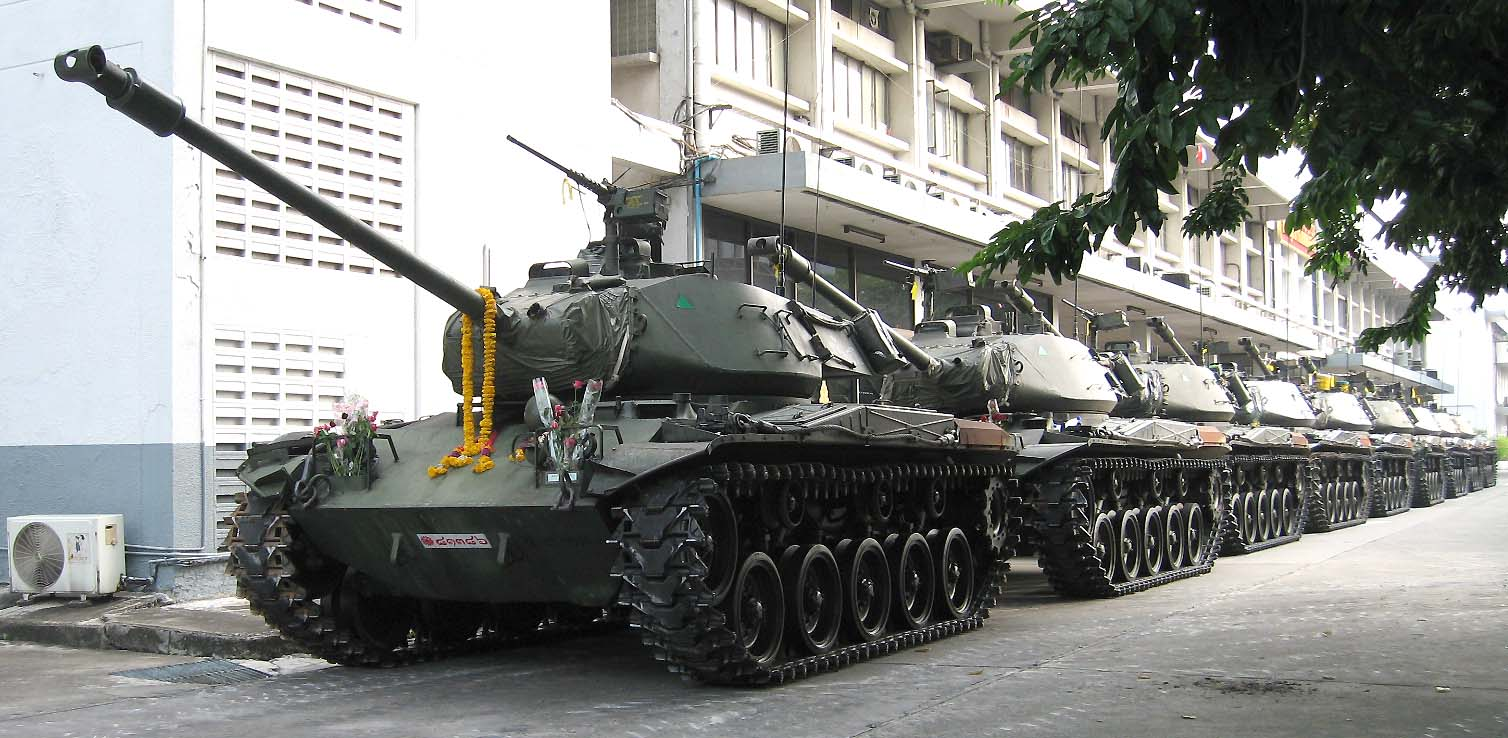
Lovitura de stat în Thailanda

- 1 septembrie: Leul românesc trece la convertibilitate totală.
- 7 septembrie: După șapte săptămâni de restricții, Israelul pune capăt blocadei impuse Libanului.
- 12 septembrie: În cadrul unui discurs la Universitatea din Regensburg, Papa Benedict al XVI-lea a citat un pasaj critic la adresa Islamului, stârnind proteste de masă în rândul musulmanilor.
- 13 septembrie: Cea mai mare planetă pitică a sistemului solar, cunoscută până acum sub numele 2003 UB313, primește numele oficial Eris.
- 19 septembrie: Armata Regală Thai răstoarnă guvernul prim-ministrului Thaksin Shinawatra printr-o lovitură de stat
- 20 septembrie: La București, timp de trei zile, se desfășoară Congresul european de istorie a religiilor. Este prima manifestare de acest gen organizată într-o țară din sud-estul Europei.
- 28 septembrie: Congresul Francofoniei la București.

### Octombrie

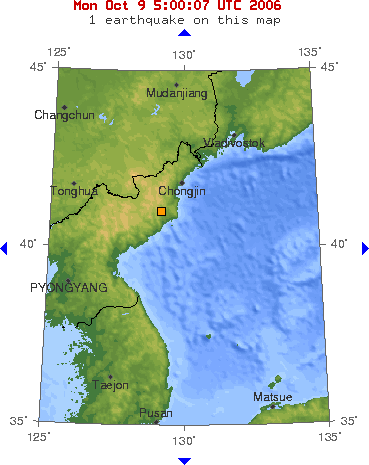
Primul test nuclear în Coreea de Nord

- 1 octombrie: Alegeri legislative în Austria. Victorie la limită a Partidului Social-Democrat, SPO (35,7%), asupra Partidului Popular (34,2%) condus de cancelarul Wolfgang Schuessel.
- 9 octombrie: Coreea de Nord a anuntat că a efectuat o explozie nucleară subterană de încercare, în ciuda îngrijorării comunității internaționale și a avertizărilor ONU.
- 11 octombrie: O aeronavă de mici dimensiuni a lovit o clădire din Manhattan, New York. Reprezentații primăriei din New York au exclus  posibilitatea unui atentat terorist.
- 14 octombrie: Consiliul de Securitate ONU a adoptat, în unanimitate, o rezoluție care impune sancțiuni economice și comerciale Coreei de Nord în urma testului nuclear din 9 octombrie.
- 18 octombrie: Palatul CEC din București intră în proprietatea Primăriei Municipiului București. Guvernul a plătit Casei de Economii și Consemnațiuni aproximativ 18 milioane de euro pentru imobil.
- 22 octombrie: Fernando Alonso își câștigă al doilea titlu mondial de Formula 1.
- 23 octombrie: Satisfacerea stagiului militar nu mai este obligatorie în România.
- 26 octombrie: Germania a ratificat, Tratatul de aderare a României și Bulgariei la Uniunea Europeană. Din cele 551 de voturi exprimate, 529 au fost pentru, 12 voturi împotrivă și 10 abțineri.
- 30 octombrie: Leonard Orban a fost confirmat de președintele Comisiei Europene, Jose Manuel Durao Barroso, în postul de comisar european din partea României.

### Noiembrie
- 3 noiembrie: Noul șef al Delegației Comisiei Europene în România, diplomatul italian Donato Chiarini, a înaintat scrisorile de acreditare ministrului de externe Mihai-Răzvan Ungureanu.
- 5 noiembrie: Înaltul tribunal irakian l-a condamnat pe fostul președinte Saddam Hussein la „moarte prin spânzurare” pentru responsabilitatea în executarea a 148 de șiiți ai orașului Doujad'l, în anii 80.
- 11 noiembrie: Statele Unite au recurs la dreptul de veto în Consiliul de Securitate al ONU, pentru a bloca un proiect arab de rezoluție care condamna operațiunile militare ale Israelului în Fâșia Gaza, precum și tirurile cu rachete ale palestinienilor asupra Israelului. Proiectul a obținut zece voturi pentru, patru abțineri (Danemarca, Marea Britanie, Japonia și Slovacia) și un vot împotivă (SUA).
- 12 noiembrie: În Osetia de Sud, regiune separatistă georgiană susținută de Rusia, locuitorii sunt chemați să se pronunțe prin referendum, asupra independenței zonei, în ciuda criticilor internaționale.
- 15 noiembrie: Președintele Traian Băsescu vizitează Libia, la invitația omologului său libian, Muammar Al Gaddafi.
- 30 noiembrie: În cea de-a treia zi a vizitei în Turcia, Papa Benedict al XVI-lea a vizitat Moscheea Albastră din Istanbul.
- 30 noiembrie: Africa de Sud devine a cincea națiune care legalizează căsătoria între persoane de același sex.

### Decembrie

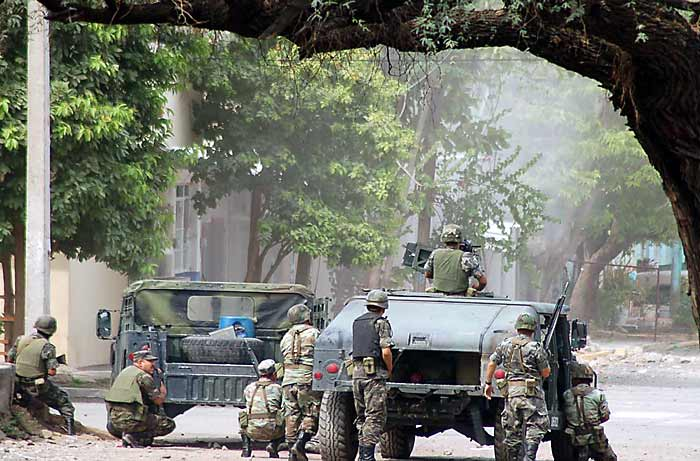
Războiul împotriva drogurilor din Mexic

- 1 decembrie: Sărbătoare de Ziua Națională a României. La București, paradă militară, spectacol de artificii, concert Phoenix și inaugurarea luminilor de sărbători. În acest an, luminile au culorile Uniunii Europene: alb, albastru și galben. Ceremonii organizate la Alba Iulia și în alte orașe din țară. La Cluj, liderii UDMR au depus la statuia lui Avram Iancu o coroană de flori cu panglică de doliu în locul tricolorului.
- 1 decembrie: În România intră în vigoare un nou cod rutier, mai aspru și controversat. Se aplică un sistem nou, prin care șoferii sunt amendați cu puncte de penalizare; la cumularea a 15 puncte se suspendă permisul de conducere.
- 2 decembrie: Pentru prima dată, în România se desfășoară concursul internațional de creație muzicală pentru copii Eurovision Junior 2006.
- 11 decembrie: Președintele Mexicului, Felipe Calderón, trimite armata mexicană pentru a combate cartelurile de droguri în statul Michoacán, inițiind războiul mexican împotriva drogurilor.

## Nașteri

### Septembrie
- 6 septembrie: Prințul Hisahito, singurul nepot al împăratului Akihito al Japoniei

### Decembrie
- 10 decembrie: Adalia Rose Williams, youtuberiță americană (d. 2022)

## Decese

### Ianuarie
- 1 ianuarie: Zlata Tcaci, 77 ani, compozitoare din Republica Moldova (n. 1928)
- 2 ianuarie: John Stanley Wojtowicz, 60 ani, infractor american (n. 1945)
- 2 ianuarie: Lidia Wysocka, 89 ani, actriță și cântăreață poloneză (n. 1916)
- 3 ianuarie: Zoltan Farmati, fotbalist român (n. 1924)
- 4 ianuarie: Liviu-Doru Bindea, 48 ani, senator român (2000-2004), (n. 1957)
- 6 ianuarie: Nicolae Eftimescu, 78 ani, general român (n. 1927)
- 6 ianuarie: Ilse Losa, 92 ani, scriitoare portugheză (n. 1913)
- 7 ianuarie: Heinrich Harrer, 93 ani,  alpinist, sportiv, geograf și scriitor austriac (n. 1912)
- 7 ianuarie: Călin Turcu, 63 ani, ufolog român (n. 1942)
- 8 ianuarie: Prințul George William de Hanovra (n. Georg Wilhelm Ernst August Friedrich Axel), 90 ani (n. 1915)
- 14 ianuarie: Shelley Winters, 85 ani, actriță americană (n. 1920)
- 14 ianuarie: Henri Colpi, regizor elvețian de origine franceză (n. 1921)
- 14 ianuarie: Pat Sheehan (model), 74 ani, actriță și model american  (n. 1931)
- 19 ianuarie: Dumitru Giurcă, 74 ani, interpret român de muzică populară din Mărginimea Sibiului (n. 1931)
- 20 ianuarie: Andrei Iordan, 71 ani, politician kârgâz (n. 1934)
- 21 ianuarie: Ibrahim Rugova, 61 ani, primul președinte al statului Kosovo (1992-2006), (n. 1944)
- 24 ianuarie: Semion Duhovnîi, 71 ani, evreu basarabean, artist de operetă și bariton sovietic (n. 1934)
- 24 ianuarie: Chris Penn, 40 ani, actor american (n. 1965)
- 24 ianuarie: Gheorghe Platon, 79 ani, istoric român (n. 1926)
- 25 ianuarie: Marta Cozmin, 75 ani, scriitoare română (n. 1930)
- 27 ianuarie: Carol Lambrino, 86 ani, primul fiu al Regelui Carol al II-lea al României din relația sa cu Zizi Lambrino (n. 1920)
- 27 ianuarie: Johannes Rau, 75 ani, președinte al Germaniei (1999-2004), (n. 1931)
- 29 ianuarie: Nam June Paik, 73 ani, muzician și artist plastic american (n. 1932)
- 29 ianuarie: Ludovic Spiess, 67 ani, tenor român, ministru al Culturii și director al Operei Naționale din București (n. 1938)
- 30 ianuarie: Arnold Graffi,  95 ani, medic german (n. 1910)
- 31 ianuarie: Ruairí Brugha, 88 ani, politician irlandez (n. 1917)

### Februarie
- 3 februarie: Walerian Borowczyk, 82 ani, regizor de film polonez (n. 1923)
- 5 februarie: Franklin Cover, 77 ani, actor american (n. 1928)
- 8 februarie: Elton Dean, 60 ani, muzician britanic (Soft Machine), (n. 1945)
- 8 februarie: Michael Francis Gilbert, 93 ani, scriitor britanic (n. 1912)
- 8 februarie: Chiril Tricolici, 81 ani, scriitor român (n. 1924)
- 9 februarie: Ron Greenwood, 84 ani, fotbalist și antrenor britanic (n. 1921)
- 10 februarie: Dionis Bubani, 79 ani, scriitor, dramaturg, umorist și traducător albanez (n. 1926)
- 10 februarie: J Dilla (n. James Dewitt Yancey), 32 ani, producător muzical și rapper american (n. 1974)
- 13 februarie: Andreas Katsulas, 59 ani, actor american (n. 1946)
- 14 februarie: Shoshana Damari, 82 ani, cântăreață israeliană (n. 1923)
- 16 februarie: Lya Hubic, 95 ani, soprană și interpretă de operă română (n. 1911)
- 20 februarie: Aurel Acasandrei, 67 ani, pictor român (n. 1939)
- 20 februarie: Nicolae Gărbălău, 74 ani, academician din R. Moldova (n. 1931)
- 20 februarie: Ionel Drîmbă (Ion Alexandru Drîmbă), 63 ani, scrimer român (n. 1942)
- 22 februarie: Dumitru Paraschivescu, 82 ani, atlet român specializat în probele de marș (n. 1923)
- 22 februarie: Angelica Adelstein-Rozeanu, 84 ani, sportivă română (tenis de masă), (n. 1921)
- 23 februarie: Telmo Zarra (n. Telmo Zarraonandia Montoya), 85 ani, fotbalist spaniol (atacant), (n. 1921)
- 24 februarie: Octavia E. Butler, 58 ani, scriitoare americană de SF (n. 1947)
- 24 februarie: Dennis Weaver, 81 ani, actor american (n. 1924)
- 25 februarie: János András (Vistai), 79 ani, scriitor român de etnie maghiară (n. 1926)
- 25 februarie: Henry Madison Morris, 87 ani, creaționist american (n. 1918)
- 28 februarie: Owen Chamberlain, 85 ani, fizician american laureat al Premiului Nobel (1959), (n. 1920)

### Martie
- 5 martie: Milan Babić, 50 ani, politician sârb (n. 1956)
- 6 martie: Arthur Wahl, 88 ani, chimist american (n. 1917)
- 8 martie: Teresa Barbara Ciepły (n. Teresa Barbara Wieczorek), 68 ani, atletă poloneză (n. 1937)
- 9 martie: Geir Ivarsøy, 48 ani, programator norvegian (n. 1957)
- 9 martie: Laura Stoica (n. Adriana-Laurenția Stoica), 38 ani, solistă română pop-rock (n. 1967)
- 11 martie: Slobodan Milošević, 64 de ani, politician sârb, președinte (1989-2000), (n. 1941)
- 11 martie: Slobodan Miloșevici, om politic sârb (n. 1941)
- 12 martie: Jurij Brězan, 89 ani, scriitor german (n. 1916)
- 13 martie: Jimmy Johnstone (n. James Connolly Johnstone), 61 ani, fotbalist britanic (n. 1944)
- 14 martie: Lennart Meri, om politic eston (n. 1929)
- 16 martie: Klaus Hermsdorf, 76 ani, cercetător literar german (n. 1929)
- 19 martie: Radu Aldulescu, 83 ani, violoncelist român (n. 1922)
- 19 martie: Radu Aldulescu, muzician (n. 1922)
- 23 martie: Desmond Doss, 87 ani, caporal al armatei Statelor Unite (n. 1919)
- 23 martie: Radu Dunăreanu, 79 ani, actor român (n. 1926)
- 23 martie: Constantin Scarlat, 70 ani, marinar român (n. 1935)
- 25 martie: Rocío Dúrcal, 61 ani, cântăreață și actriță de film spaniolă (n. 1944)
- 27 martie: Dan Curtis, 78 ani, regizor, scriitor și producător american de televiziune și film (n. 1927)
- 27 martie: Stanisław Herman Lem, 84 ani, filosof polonez, eseist și autor de science fiction (n. 1921)
- 27 martie: Rudolf Vrba, 81 ani, biochimist evreu din Slovacia (n. 1924)
- 28 martie: Wilfried Baasner, 65 ani, actor german (n. 1940)
- 28 martie: Mathias Tantau, 93 ani, horticultor german (n. 1912)
- 28 martie: Caspar Weinberger, 88 ani, om de stat și om de afaceri american (n. 1917)
- 29 martie: Bob Veith, 79 ani, pilot american de Formula 1 (n. 1926)

### Aprilie
- 3 aprilie: Harry McGilberry, 56 ani, cântăreț american (The Temptations), (n. 1950)
- 3 aprilie: Andrei Olinescu, 76 ani, medic român (n. 1929)
- 5 aprilie: Ion Itu, 70 ani, deputat român (1990-1992), (n. 1935)
- 5 aprilie: Ferenc Papp (Bálint István, Sün Sanyi), 81 ani, scriitor maghiar (n. 1924)
- 5 aprilie: Gene Pitney, 65 ani,  cantautor american (n. 1941)
- 8 aprilie: Gerard Reve (Gerard Kornelis van het Reve), 82 ani, scriitor neerlandez (n. 1923)
- 11 aprilie: Proof (n. DeShaun Dupree Holton), 32 ani, rapper și actor american (n. 1973)
- 12 aprilie: Vasile Rebreanu, 71 ani, scriitor român (n. 1934)
- 14 aprilie: Mircea Steriade, 81 ani, cercetător român (n. 1924)
- 16 aprilie: Radu Nor, 84 ani, scriitor român de literatură SF și polițistă (n. 1921)
- 16 aprilie: Josef Norbert Rudel, scriitor româno-israelian (n. 1921)
- 17 aprilie: Mihail-Constantin Eremia, 49 ani, profesor universitar român, Facultatea de Drept București (n. 1956)
- 17 aprilie: Marie-France Stirbois, 61 ani, politiciană franceză (n. 1944)
- 22 aprilie: Alida Valli, 84 ani, actriță italiană (n. 1921)
- 24 aprilie: Moshe Teitelbaum, 91 ani, rabin român (n. 1914)
- 26 aprilie: Yuval Ne'eman, 80 ani, fizician teoretician, expert în științe militare și politician israelian (n. 1925)
- 26 aprilie: Ulm Nicolae Spineanu, 63 ani, politician român (n. 1943)
- 28 aprilie: Nicolae Vîlcu, 56 ani, general din R. Moldova (n. 1950)
- 29 aprilie: Wilhelm „Willy” Zacharias, 92 ani, handbalist român (n. 1914)
- 29 aprilie: Lili Pancu, 97 ani, pictoriță română (n. 1908)
- 30 aprilie: Jean-François Revel, 82 ani, filosof, scriitor și ziarist francez (n. 1924)
- 30 aprilie: Pramoedya Ananta Toer, 81 ani, scriitor indonezian (n. 1925)

### Mai
- 1 mai: Ion Gavrilă Ogoranu, 83 ani, partizan anticomunist român (n. 1923)
- 2 mai: Galaktion Alpaidze, 89 ani, general-locotenent sovietic (n. 1916)
- 3 mai: Ion Vasilescu, 83 ani, inginer român de etnie maghiară (n. 1923)
- 5 mai: Zoe Dumitrescu-Bușulenga, 86 ani, critic literar, membră a Academiei Române (n. 1920)
- 7 mai: Alfréd Jindra, 76 ani, canoist ceh (n. 1930)
- 8 mai: György Somlyó, 85 ani, scriitor și poet maghiar (n. 1920)
- 10 mai: Val Guest, 94 ani, regizor britanic (n. 1911)
- 10 mai: Soraya (n. Soraya Raquel Lamilla Cuevas), 37 ani, cantautoare, chitaristă, aranjoare și producătoare muzicală de naționalitate columbiană-americană (n. 1969)
- 10 mai: Rolandas Pavilionis, 61 ani, politician lituanian (n. 1944)
- 10 mai: Alexander Zinoviev, 83 ani, scriitor rus (n.  1922)
- 11 mai: Michael O'Leary, 70 ani, politician irlandez (n. 1936)
- 11 mai: Floyd Patterson, 71 ani, boxer american (n. 1935)
- 11 mai: Michael O'Leary, politician irlandez (n. 1936)
- 12 mai: Hussein Maziq, 87 ani, politician liberian (n. 1918)
- 14 mai: Robert Bruce Merrifield, 84 ani, chimist american, laureat al Premiului Nobel (1984), (n. 1921)
- 17 mai: Eric Forth, 61 ani, politician britanic (n. 1944)
- 19 mai: Yitzhak Ben-Aharon, 99 ani, politician israelian (n. 1906)
- 20 mai: Georgeta Anghel, 66 ani, interpretă română de muzică populară din Muntenia (n. 1940)
- 20 mai: Jean-Louis de Rambures (n. Jean-Louis Vicomte de Bretizel Rambures), 76 ani, jurnalist francez (n. 1930)
- 22 mai: Lee Jong-Wook, 61 ani, medic sud-coreean (n. 1945)
- 23 mai: Iordan Chimet, 81 ani, eseist, prozator, poet român (n. 1924)
- 24 mai: Pahomie Morar, 69 ani, episcop român (n. 1936)
- 27 mai: Dieter Acker, 65 ani, compozitor german născut în România (n. 1940)
- 28 mai: Andrzej Skrzydlewski, 59 ani, luptător polonez (n. 1946)
- 29 mai: Johnny Servoz-Gavin, 64 ani, pilot francez de Formula 1 (n. 1942)
- 31 mai: Raymond Davis, 91 ani, fizician american, laureat al Premiului Nobel (2002), (n. 1914)

### Iunie
- 1 iunie: Radu Bălescu, 73 ani, fizician român (n. 1932)
- 6 iunie: Vlada Barzin, 65 ani, poet sârb (n. 1940)
- 6 iunie: Billy Preston (n. William Everett Preston), 59 ani, muzician american (n. 1946)
- 8 iunie: Traian Tomescu, 85 ani, fotbalist și antrenor român (n. 1920)
- 9 iunie: Enzo Siciliano, 72 ani, scriitor și jurnalist italian (n. 1934)
- 10 iunie: German Goldenshteyn, 71 ani, evreu basarabean, clarinetist și colecționar al muzicii evreiești est-europene (n. 1934)
- 10 iunie: Solomon Moldovan, 87 ani,  evreu basarabean, jurnalist, scenarist și traducător sovietic moldovean (n. 1918)
- 14 iunie: Enzo Felsani, 88 ani, general italian de poliție (n. 1918)
- 15 iunie: Betty Curtis, 70 ani,  cântăreață italiană (n. 1936)
- 16 iunie: Roland Boyes, 69 ani, politician britanic (n. 1937)
- 16 iunie: Barbara Epstein, 77 ani, redactor literar american (n. 1928)
- 16 iunie: Igor Śmiałowski, 88 ani, actor polonez de teatru și film (n. 1917)
- 17 iunie: Joaquim Miranda, 55 ani, politician portughez (n. 1950)
- 18 iunie: Gică Petrescu (n. Gheorghe Petrescu), 91 ani, interpret român de muzică ușoară și lăutărească (n. 1915)
- 19 iunie: Roberto Felice Bigliardo, 54 ani, politician italian (n. 1952)
- 20 iunie: Michael Herbert, 81 ani, politician irlandez (n. 1925)
- 24 iunie: Joaquim Jordà Catalá, 70 ani, regizor de film, scenarist, scriitor și traducător spaniol (n. 1935)
- 27 iunie: Emmerich Reichrath, 65 ani, scriitor român de etnie germană (n. 1941)
- 28 iunie: Romulus Zaharia, 76 ani, scriitor român (n. 1930)
- 29 iunie: Tadao Onishi, 63 ani, fotbalist japonez (n. 1943)
- 29 iunie: János Szász, 78 ani, scriitor, poet, jurnalist și traducător maghiar din România (n. 1927)

### Iulie
- 4 iulie: Andrei Krasko, 48 ani, actor și prezentator rus (n. 1957)
- 4 iulie: Mihai Nichita, 80 ani, filolog român (n. 1925)
- 5 iulie: Gert Fridolf Fredriksson, 86 ani, caiacist suedez (n. 1919)
- 7 iulie: Syd Barrett (n. Roger Keith Barrett), 60 ani, unul din membrii fondatori ai grupului Pink Floyd, britanic (n. 1946)
- 9 iulie: Roberto Fiore (Pascualino), 69 ani, actor de teatru, film și TV argentinian (n. 1936)
- 10 iulie: Șamil Salmanovici Basaev, 41 ani, militant islamist cecen (n. 1965)
- 11 iulie: John Spencer, 70 ani, jucător britanic de snooker (n. 1935)
- 12 iulie: Hubert Leon Lampo, 85 ani, scriitor belgian (n. 1920)
- 13 iulie: Tomasz Zaliwski, 76 ani, actor polonez de teatru, film și radio (n. 1929)
- 15 iulie: István Pálfi, 39 ani, politician maghiar (n. 1966)
- 17 iulie: Mickey Spillane (n. Frank Morrison Spillane), 88 ani, scriitor american (n. 1918)
- 18 iulie: Iacov Copanschi, 76 ani, evreu basarabean, istoric și profesor sovietic (n. 1930)
- 18 iulie: Raoul Șorban, 93 ani, critic de artă, scriitor român (n. 1912)
- 19 iulie: Jack Warden, 85 ani, actor de film și de televiziune american (n. 1920)
- 20 iulie: Gérard Oury (n. Max-Gérard Houry Tannenbaum), 87 ani, regizor, scenarist francez (n. 1919)
- 21 iulie: Árpád Pál, 77 ani, astronom român (n. 1929)
- 22 iulie: Herbert Walther, 71 ani, fizician german (n. 1935)
- 27 iulie: Virgil Flonda, 57 ani, actor român (n. 1948)
- 27 iulie: Alexandru Șafran (n. Yehuda Alexander Shafran), 95 ani, rabin evreu (n. 1910)
- 28 iulie: Nigel Cox, 55 ani, scriitor neozeelandez (n. 1951)

### August
- 6 august: Bogdan Pietriș, 61 ani, pictor român (n. 1945)
- 13 august: Iosif Uglar, 86 ani, comunist român de etnie maghiară (n. 1920)
- 18 august: Mihail Fridman, 84 ani, scriitor și traducător rus născut în Basarabia (n. 1922)
- 21 august: S. Izhar, 89 ani, politician israelian (n. 1916)
- 22 august: Laurențiu Profeta, 81 ani, compozitor român de etnie evreiască (n. 1925)
- 23 august: Raymond Harold Sawkins (Jay Bernard, Harold English, Colin Forbes, Richard Raine), 83 ani, scriitor britanic (n. 1923)
- 23 august: Dionis Tanasoglu, 84 ani, poet, scriitor și turcolog sovietic și moldovean de etnie găgăuză (n. 1922)
- 24 august: Ervin Acél, 71 ani, dirijor român de etnie evreiască (n. 1935)
- 24 august: Cristian Nemescu, 27 ani, regizor român (n. 1979)
- 24 august: Andrei Toncu, 28 ani, inginer de sunet român (n. 1978)
- 28 august: Melvin Schwartz, 73 ani, fizician american de origine evreiască, laureat al Premiului Nobel (1988), (n. 1932)
- 30 august: Roberto Conti, 83 ani, matematician italian (n. 1923)
- 30 august: Naghib Mahfuz, 94 ani, scriitor egiptean, laureat al Premiului Nobel (1988), (n. 1911)
- 30 august: Glenn Ford (Gwyllyn Samuel Newton Ford), 90 ani, actor american de etnie canadiană (n. 1916)
- 31 august: Mike Magill, 86 ani, pilot american de Formula 1 (n. 1920)

### Septembrie
- 1 septembrie: György Faludy, 95 ani, scriitor maghiar (n. 1910)
- 4 septembrie: Giacinto Facchetti, 64 ani, fotbalist italian (n. 1942)
- 4 septembrie: Steve Irwin (n. Stephen Robert Irwin), 44 ani, personalitate a TV australiene (n. 1962)
- 6 septembrie: Paul Cernovodeanu, 79 ani, istoric român (n. 1927)
- 13 septembrie: Douglas Dodds-Parker, 97 ani, politician britanic (n. 1909)
- 14 septembrie: Silviu Brucan (n. Saul Bruckner), 90 ani, comunist român de etnie evreiască (n. 1916)
- 15 septembrie: Oriana Fallaci, 77 ani, scriitoare italiană (n. 1929)
- 16 septembrie: Doru Pruteanu, 50 ani, politician român (n. 1955)
- 17 septembrie: Aristide Buhoiu, 68 ani, reporter, realizator TV și scriitor român (n. 1938)
- 21 septembrie: Boz Burrell (n. Raymond Burrell), 60 ani, muzician britanic (King Crimson, Bad Company), (n. 1946)
- 24 septembrie: Tetsurō Tamba, 84 ani, actor și actor de voce japonez (n. 1922)
- 27 septembrie: Sofia Muratova, 77 ani, gimnastă artistică sovietică (n. 1929)
- 28 septembrie: Dan Goanță, 51 ani, jurnalist român (n. 1955)
- 28 septembrie: Virgil Ierunca (n. Virgil Untaru), 86 ani, critic literar, publicist și scriitor român (n. 1920)
- 29 septembrie: Edmond Deda, 86 ani, compozitor român de etnie evreiască (n. 1921)
- 29 septembrie: Michel Demuth, 67 ani, scriitor francez (n. 1939)
- 30 septembrie: André Schwarz-Bart, 78 ani, scriitor francez (n. 1928)
- 30 septembrie: András Sütő, 79 ani, scriitor român de etnie maghiară (n. 1927)
- 30 septembrie: Jun Tatara, 89 ani, actor japonez de film (n. 1917)

### Octombrie
- 1 octombrie: Frank Beyer, 74 ani, regizor de film, german (n. 1932)
- 3 octombrie: Peter George Norman, 64 ani, atlet australian (n. 1942)
- 3 octombrie: Sandu Sticlaru, 82 ani, actor român de etnie evreiască (n. 1923)
- 4 octombrie: Violeta Zamfirescu, 86 ani, scriitoare română (n. 1920)
- 4 octombrie: Traian Ionescu, 83 ani, fotbalist (portar) și antrenor român (n. 1923)
- 4 octombrie: Oskar Pastior, 79 ani, poet german născut în România (n. 1927)
- 6 octombrie: Valentin Muratov, 78 ani, gimnast sovietic (n. 1928)
- 7 octombrie: Anna Politkovskaia, 48 ani, scriitoare și jurnalistă rusă (n. 1958)
- 9 octombrie: Paul Alan Hunter, 27 ani, jucător profesionist de snooker (n. 1978)
- 10 octombrie: Ovidiu Haidu, 38 ani, tenor român (n. 1968)
- 10 octombrie: Avram Filipaș, 66 ani, politician român (n. 1940)
- 11 octombrie: Steliana Grama, 32 ani, poetă din Republica Moldova (n. 1974)
- 11 octombrie: Jacques Sternberg, 83 ani, scriitor francez (n. 1923)
- 11 octombrie: Eugen Tănase, 92 ani, dramaturg român (n. 1914)
- 16 octombrie: Gheorghe Váczi, 84 ani, fotbalist român (atacant) de etnie maghiară (n. 1922)
- 16 octombrie: Niall Andrews, 69 ani, politician irlandez (n. 1937)
- 18 octombrie: Július Korostelev, 83 ani, fotbalist și antrenor ceh (n. 1923)
- 19 octombrie: Ernest Maftei, 86 ani, actor român de film și epigramist (n. 1920)
- 20 octombrie: Jane Wyatt, 96 ani, actriță americană (n. 1910)
- 22 octombrie: Choi Kyu-hah, 87 ani, președinte al Coreei de Sud (1979-1980), (n. 1919)
- 25 octombrie: Sherife Mezini Kurti, 71 ani,  educatoare și economistă albaneză (n. 1935)
- 28 octombrie: Trevor Berbick, 52 ani, boxer profesionist canadian (n. 1954)
- 30 octombrie: Iosif Bukossy, 70 ani, fotbalist (atacant) și antrenor român (n. 1936)
- 30 octombrie: Vasile Radu Ghenceanu, 67 ani, folclorist român (n. 1939)
- 30 octombrie: Radu Klapper, 69 ani, poet, scriitor și critic de balet israelian (n. 1937)
- 30 octombrie: Iosif Bükössy, 70 ani, fotbalist român de etnie maghiară (n. 1936)
- 31 octombrie: William Franklyn, 81 ani, actor englez (n. 1925)

### Noiembrie
- 1 noiembrie: Dorina Crișan Rusu, 53 ani, compozitoare, muziciană teatrală română (n. 1953)
- 3 noiembrie: Paul Mauriat, 81 ani, dirijor francez (n. 1925)
- 4 noiembrie: Vladimir Țopa, 77 ani, fizician român (n. 1929)
- 5 noiembrie: Samuel Bowers, 82 ani, lider supremacist din Mississippi în perioada protestelor pentru drepturile civile (n. 1924)
- 5 noiembrie: Mustafa Bülent Ecevit, 81 ani, prim-ministru al Turciei (1974, 1977-1979 și 1999-2002), (n. 1925)
- 8 noiembrie: Iosif Conta, 82 ani, dirijor român (n. 1924)
- 9 noiembrie: Marin Brînaru, 77 ani, culegător de folclor, dirijor și profesor român (n. 1929)
- 10 noiembrie: Vera Aceva, 86 ani, comunistă macedoneană (n. 1919)
- 10 noiembrie: Igor Sergheev, 68 ani, Ministru al Apărării al Federației Ruse (1997-2001), (n. 1938)
- 12 noiembrie: Ștefan Pucas, 90 ani, pilot român de aviație, as al Aviației Române din cel de-al Doilea Război Mondial (n. 1916)
- 12 noiembrie: Dumitru Sopon, 70 ani, interpret de muzică populară românească din zona Transilvaniei (n. 1936)
- 13 noiembrie: Gheorghe Timar, 69 ani, fotbalist și antrenor român (n. 1937)
- 15 noiembrie: Constantin Mohanu, 73 ani, istoric literar, editor și folclorist român (n. 1933)
- 17 noiembrie: Peter Kapschutschenko, 91 ani,  artist și sculptor avangardist ucraineano-american⁠ (n. 1915)
- 17 noiembrie: Ferenc Puskás (Ferenc Purczeld), 79 ani, fotbalist maghiar (n. 1927)
- 18 noiembrie: Ion Gheorghe Vrăneanțu, 67 ani, pictor român (n. 1939)
- 18 noiembrie: Gheorghe Vrăneanțu, pictor român (n. 1939)
- 19 noiembrie: Viorel Racoceanu, 44 ani, deputat român (2004-2006), (n. 1962)
- 20 noiembrie: Zoia Ceaușescu, 57 ani, matematiciană română (n. 1949)
- 20 noiembrie: Andrei Colompar, 67 ani, muzician de jazz român (n. 1939)
- 20 noiembrie: Donald Hamilton, 90 ani, scriitor american (n. 1916)
- 21 noiembrie: Gheorghe Calciu-Dumitreasa, 80 ani, preot și dizident român (n. 1925)
- 22 noiembrie: Lucian Raicu (n. Bernard Leibovici), 72 ani, eseist și critic literar român, stabilit în Franța, de etnie evreiască (n. 1934)
- 23 noiembrie: Ștefan Haukler, 64 ani, scrimer olimpic român (n. 1942)
- 23 noiembrie: Aleksandr Litvinenko, 43 ani, ofițer al serviciilor secrete ruse FSB (fostul KGB) specializat în crimă organizată (n. 1962)
- 23 noiembrie: Philippe Noiret (Philippe Pierre Fernand Noiret), 76 ani, actor francez (n. 1930)
- 25 noiembrie: Valentín Elizalde, 27 ani, cântăreț mexican (n. 1979)
- 27 noiembrie: Győző Határ, 92 ani, scriitor maghiar (n. 1914)
- 29 noiembrie: Șenol Coșkun, 18 ani, actor turc (n. 1988)
- 29 noiembrie: Leon Niemczyk, 82 ani,  actor polonez de film și teatru (n. 1923)

### Decembrie
- 1 decembrie: Petre Achițenie, 77 ani, pictor român (n. 1929)
- 1 decembrie: Jørgen Gustava Brandt, 77 ani, poet danez (n. 1929)
- 1 decembrie: Claude Jade (n. Claude Marcelle Jorré), 58 ani, actriță franceză (n. 1948)
- 4 decembrie: Len Sutton, 81 ani, pilot american de Formula 1 (n. 1925)
- 5 decembrie: Nicolae Vrăbiescu, 63 ani, politician român, primar al sectorului 6, București (n. 1928)
- 6 decembrie: Robert Rosenblum, 79 ani, istoric al artelor, american (n. 1927)
- 7 decembrie: Mihail Bruhis, 87 ani, istoric și publicist din Basarabia, stabilit ulterior în Israel (n. 1919)
- 7 decembrie: Jeane Kirkpatrick, 80 ani,  diplomat și politolog american (n. 1926)
- 11 decembrie: Dumitru Chesa, 74 ani, actor român (n. 1932)
- 11 decembrie: Dumitru Pop, 79 ani, filolog, folclorist și etnolog român (n. 1927)
- 12 decembrie: Peter Lawrence Boyle, 71 ani, actor american (n. 1935)
- 12 decembrie: Alda Risma, 24 ani, actriță și cântăreață indoneziană (n. 1982)
- 13 decembrie: Richard Carlson, 45 ani, autor american (n. 1961)
- 15 decembrie: Clay Regazzoni (n. Gianclaudio Regazzoni), 67 ani, pilot elvețian de Formula 1 (n. 1939)
- 17 decembrie: Kyōko Kishida, 76 ani, actriță și scriitoare japoneză de cărți pentru copii (n. 1930)
- 18 decembrie: Ion Rotaru, 82 ani, critic și istoric literar român (n. 1924)
- 18 decembrie: Joseph Barbera, animator și producător american (n. 1911)
- 21 decembrie: Saparmurat Niiazov, politician turkmen (n. 1940)
- 22 decembrie: Ivan Kakovici, 73 ani, scriitor asirian născut în Ucraina (n. 1933)
- 22 decembrie: Ervin Lázár, 70 ani, scriitor maghiar (n. 1936)
- 22 decembrie: Elena Muhina, 46 ani, sportivă rusă (gimnastică artistică), (n. 1960)
- 25 decembrie: James Brown, cântăreț american (n. 1933)
- 26 decembrie: Gerald Ford (n. Leslie Lynch King Jr.), 93 ani, al 38-lea Președinte al Statelor Unite (n. 1913)
- 27 decembrie: Peter Hammer, 70 ani, matematician american născut în România, de etnie evreiască (n. 1936)
- 28 decembrie: Kōmei Abe, 95 ani, compozitor japonez (n. 1911)
- 28 decembrie: Irina Athanasiu, 58 ani, profesor universitar român (n. 1948)
- 30 decembrie: Hans Hermannstädter, 88 ani, handbalist român de etnie germană (n. 1918)
- 30 decembrie: Saddam Hussein (Saddam Hussein Abd al-Majid al-Tikriti), 69 ani, om politic, șef de stat irakian, dictator (n. 1937)
- 31 decembrie: Dorimedont Cecan (n. Nicolae Cecan), 45 ani, episcop ortodox din R. Moldova (n. 1961)

### Nedatate
- ianuarie: Gheorghe Maftei (bober), 66 ani,  bober român (n. 1939)
- mai: Silvian Iosifescu (Sorin Irimie, Monica Șerbănescu), 89 ani, critic literar român de etnie evreiască (n. 1917)
- Virgil Ardeleanu, 73 ani, critic literar român (n. 1932)
- Dan Nicolae Gheorghe Ceaușescu, 66 ani, filolog român (n. 1940)
- Radu Ceontea, 62 ani, senator român (1990-1992), (n. 1943)
- Paul Mircea Cosmovici, 84 ani, jurist român (n. 1921)
- Avram Filipaș, 65 ani, senator român (2000-2004), (n. 1940)
- Istvan Gazda, 78 ani, senator român de etnie maghiară (1992-1996), (n. 1927)
- Neculai Ghimpu, 93 ani, globetrotter român (n. 1912)
- Marin Ghiocel, 61 ani, dirijor român de muzică populară (n. 1944)
- Liviu Ionesi, 80 ani, geolog român (n. 1925)
- Mihail Isaak Homschi, 82 ani, activist din raionul Telenești, R. Moldova de etnie evreiască (n. 1923)
- George Lăzărescu, 83 ani, istoric literar și traducător român (n. 1922)
- Florin Mina, 46 ani, voleibalist român (n. 1959)
- Mircea D. Moțoc, 89 ani, inginer român (n. 1916)
- Dumitru Pârvulescu, 75 ani, sportiv român (lupte greco-romane), (n. 1930)
- Ion Alexandru Silberg, 68 ani, chimist român (n. 1937)
- Marius Petre Visarion, 76 ani, geofizician român (n. 1929)
- Sorin Victor Vernescu, 52 ani, biolog român (n. 1954)
- Dan Onaca, 73 ani, opozant al regimului comunist (n. 1932)
- Petre Cișmigiu, 90 ani, trăgător de tir sportiv român (n. 1915)
- iulie: Gheorghe Cambose, 74 ani, inginer și om politic român (n. 1932)
- Ileana Filipescu, 66 ani, deputat român în legislatura 1996-2000, aleasă în județul Mureș pe listele partidului USD-PD (n. 1940)
- Georgeta Gazibara, 51 ani, atletă română (n. 1954)

## Premii Nobel
- Medicină: Andrew Z. Fire și Craig C. Mello (SUA) pentru descoperirea modului de inactivare a genei de interferență din ARN-ul dublu catenar.
- Fizică: John C. Mather și George F. Smoot (SUA) pentru descoperirea formei de materie neagră și a caracteristicii anizotropice a radiației cosmice de fundal.
- Chimie: Roger D. Kornberg (SUA) pentru descoperirea felului în care informațiile stocate în gene sunt copiate și transferate secțiunilor din celule responsabile cu producerea proteinelor.
- Economie: Edmund S. Phelps (SUA).
- Literatură: scriitorul Orhan Pamuk (Turcia).
- Pace: economistul Muhammad Yunus (India) și „Grameen Bank”.

## Medalia Fields
- Andrei Okounkov (Rusia)
- Grigori Perelman (Rusia) a refuzat premiul
- Terence Tao (Australia)
- Wendelin Werner (Franța)